# Cerkiew Narodzenia Najświętszej Maryi Panny w Wojtkowej
Cerkiew Narodzenia Najświętszej Maryi Panny w Wojtkowej – drewniana dawna parafialna cerkiew greckokatolicka, wybudowana w 1910, znajdująca się w Wojtkowej.
W 1973 przejęta przez kościół rzymskokatolicki i użytkowana jako kościół parafialny w tutejszej parafii pw. Maksymiliana Kolbe.
Obiekt wpisany na listę zabytków w 1995 i włączony do podkarpackiego Szlaku Architektury Drewnianej.

## Historia
Cerkiew zbudowana w 1910 w tak zwanym ukraińskim stylu narodowym, w miejscu starszej, drewnianej cerkwi z 1752. Parafia należała do dekanatu dobromilskiego, do parafii należały filialne cerkwie w Jureczkowej i Nowosielcach Kozickich. Ufundowana przez Stanisława Nowosielskiego. Po wysiedleniu ludności ukraińskiej w od 1947 cerkiew pozostawała opuszczona, później użytkowana jako magazyn nawozów sztucznych. Remontowana w latach 1973–76, 1994 i 2002.

## Architektura i wyposażenie
Cerkiew jest budynkiem drewnianym konstrukcji zrębowej, na kamiennej podmurówce, trójdzielnym, orientowanym, zbudowana na planie krzyża greckiego.  Nad centralną częścią nawy kopuła na ośmiobocznym bębnie. Ściany pokryte szalunkiem z desek.
Wewnątrz dawne wyposażenie nie zachowało się. Ołtarz główny z drugiej połowy XVIII w. pochodzi z kościoła z Kąkolówki. Część wyposażenia współczesnego wykonał ludowy artysta Tadeusz Trojanowski.

## Galeria

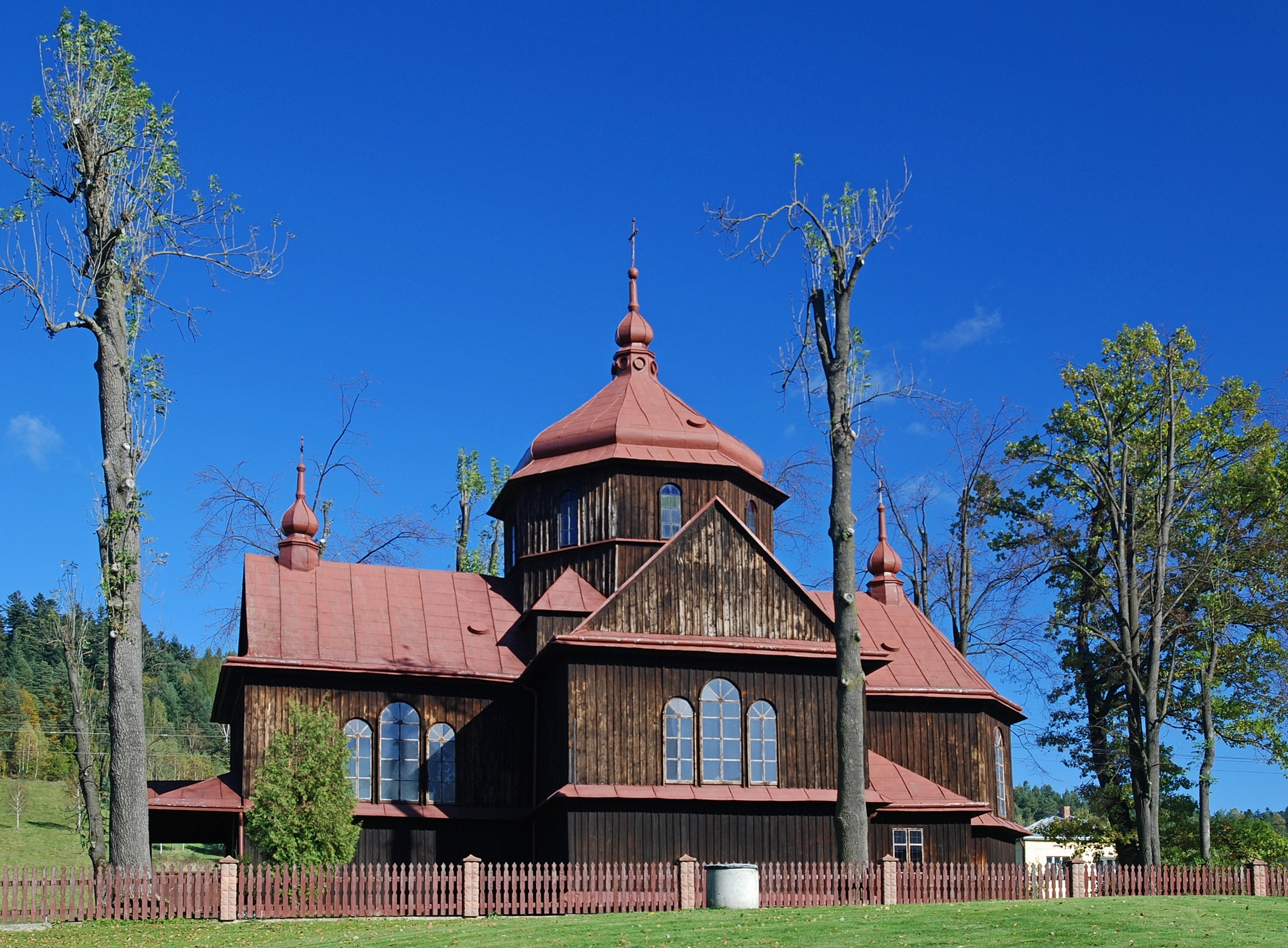
Elewacja południowa 2007
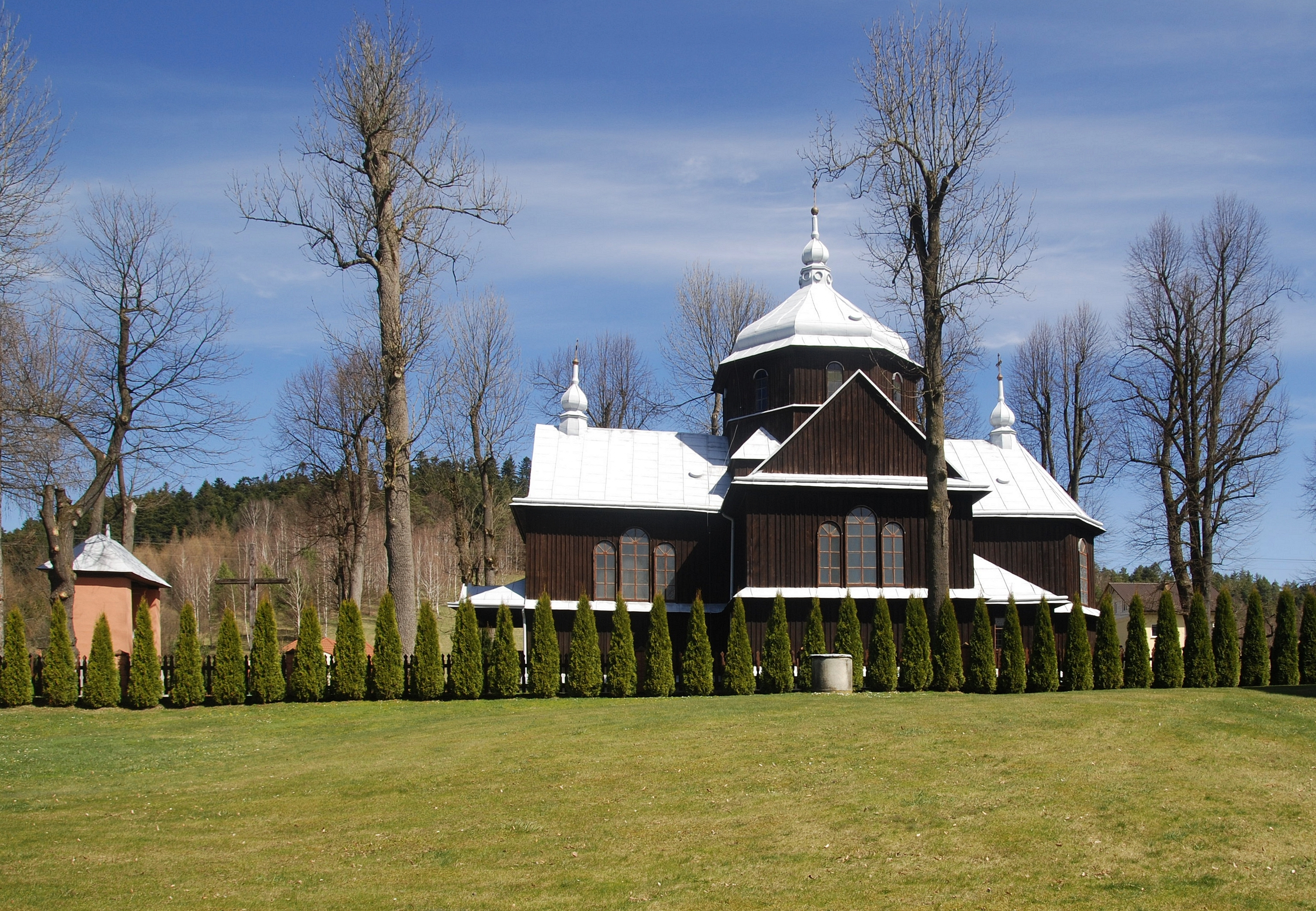
Widok od strony południowej
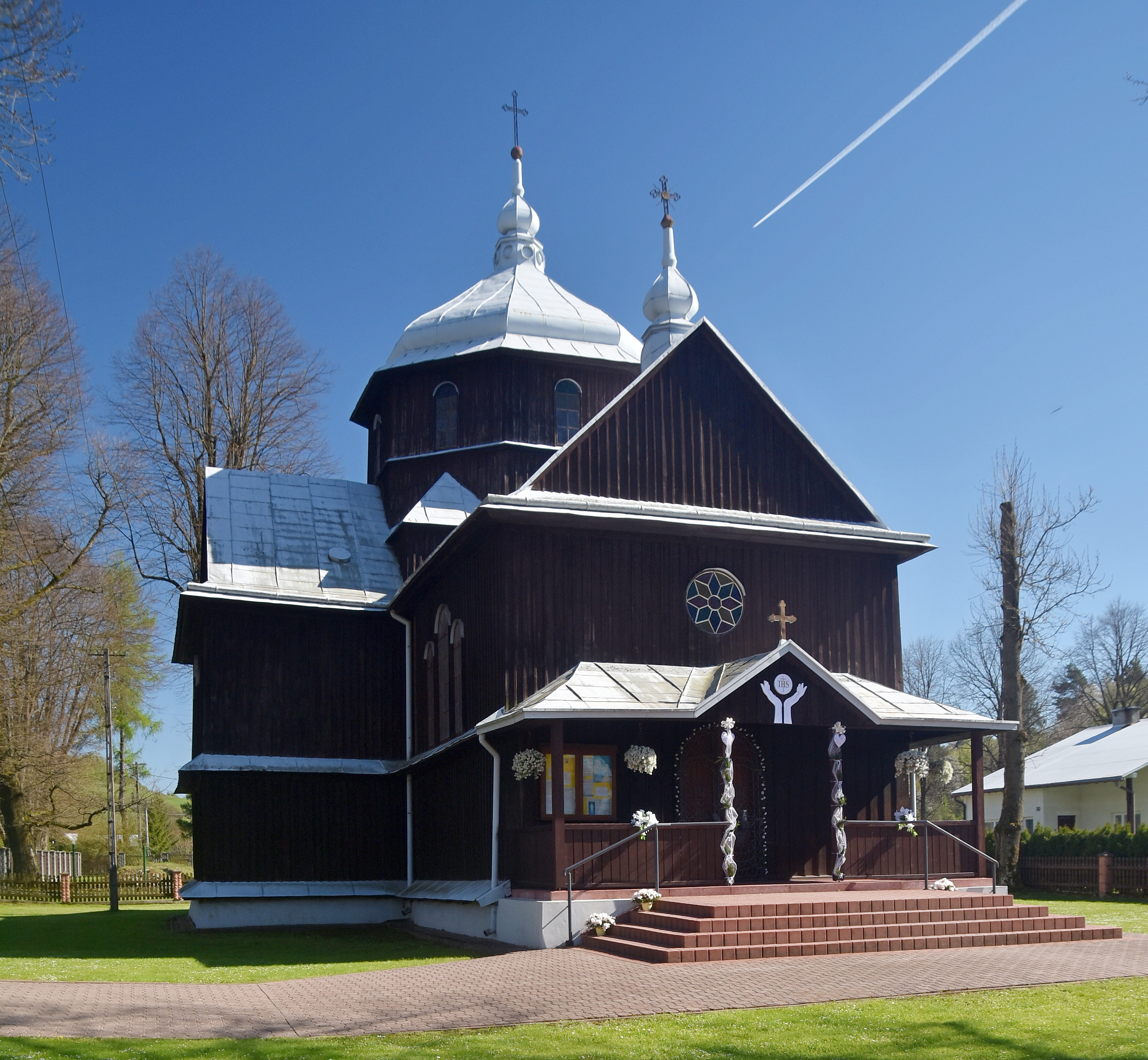
Elewaja frontowa
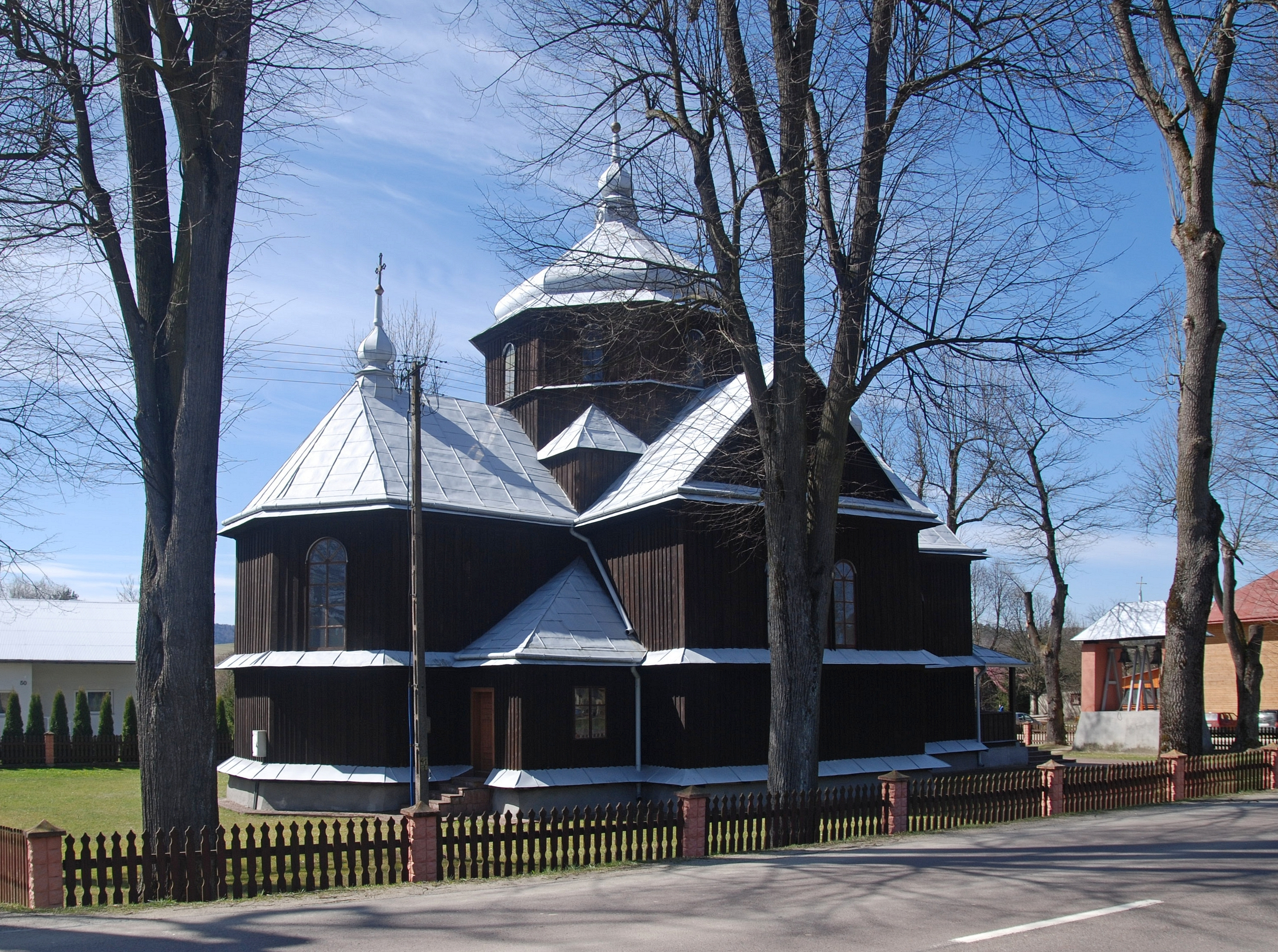
Widok od strony północnej
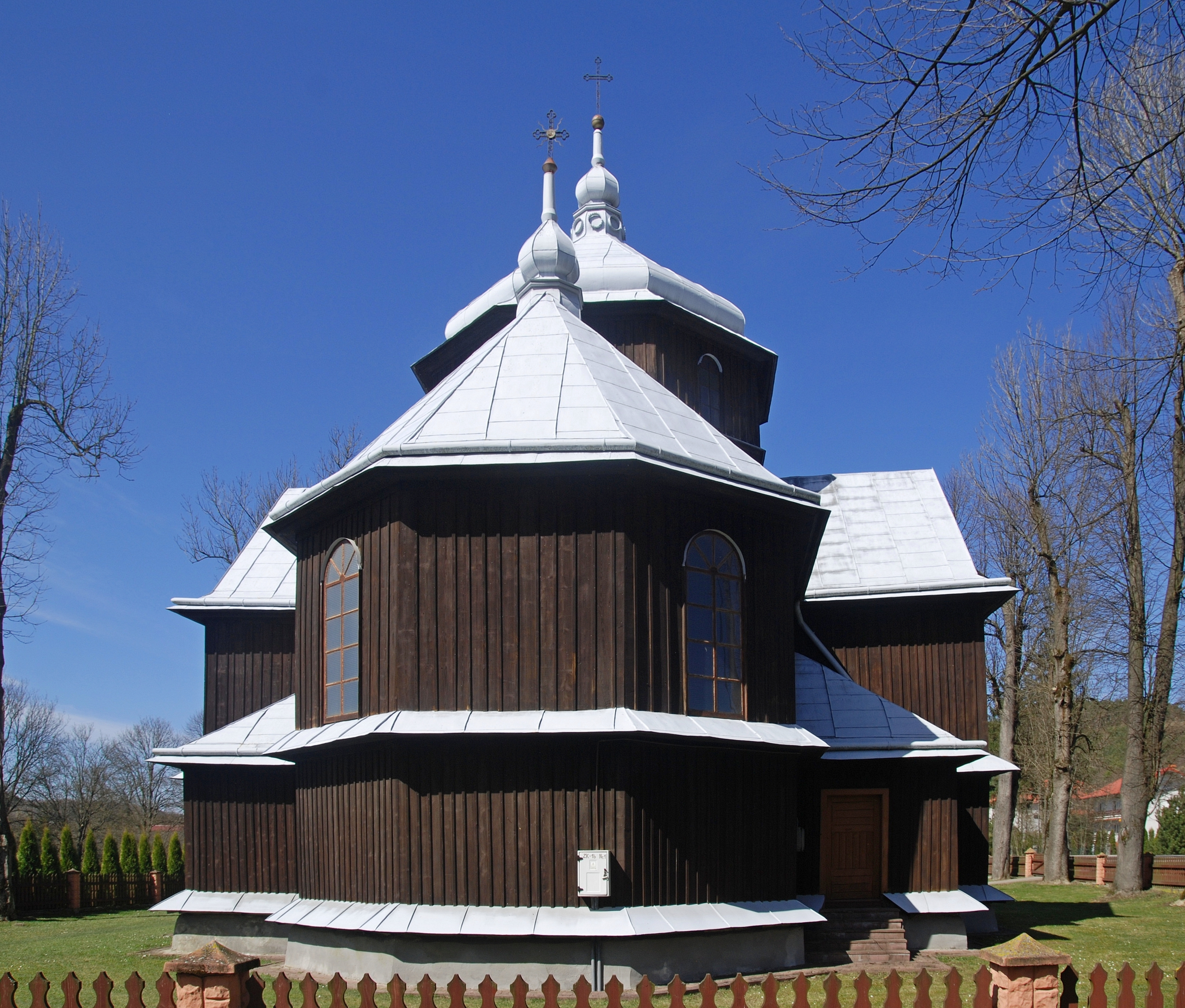
Elewacja wschodnia
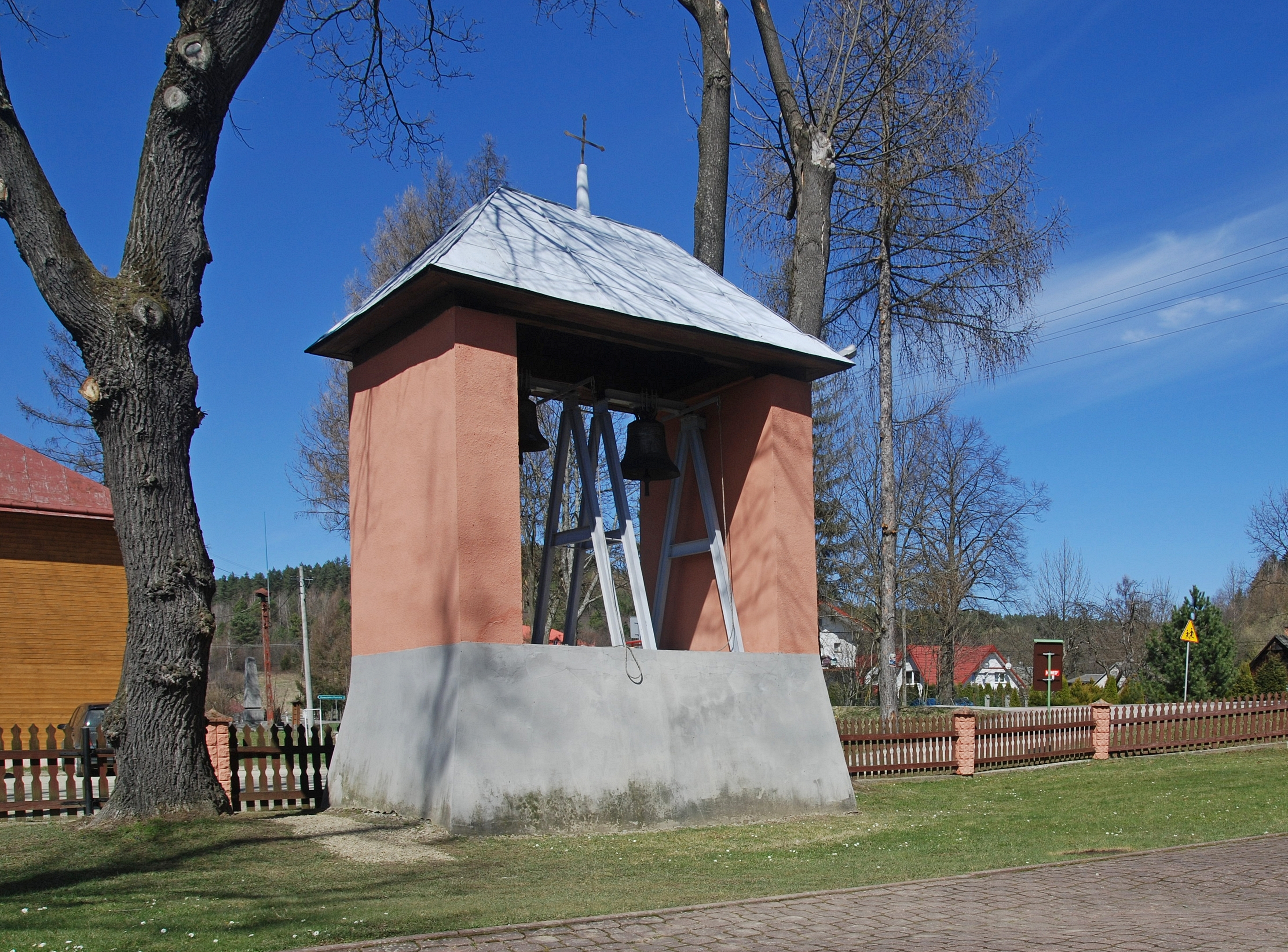
Dzwonnica